# Centrale idroelettrica di Arsa
La centrale idroelettrica di Arsa è situata a Rumianca, nel comune di Pieve Vergonte, nella provincia del Verbano-Cusio-Ossola.

## Caratteristiche
Si tratta di una centrale ad acqua fluente, equipaggiata con 2 gruppi turbina/alternatore con turbina Pelton ad asse orizzontale, che sfrutta le acque del torrente Arsa.
La centrale è stata automatizzata nel 1989.